# Język nubijski

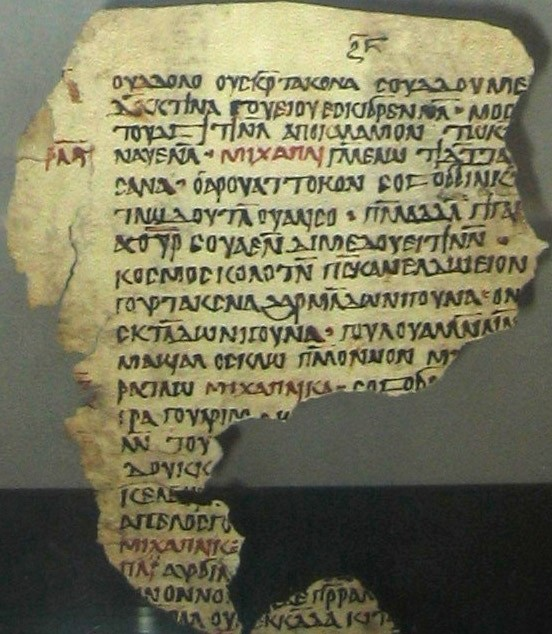
Manuskrypt z przełomu IX i X w. n.e. z tekstem w języku staronubijskim

Język nubijski (również: języki nubijskie) – wspólna nazwa podgrupy języków nilo-saharyjskich używanych w dorzeczu Nilu w południowym Egipcie oraz północnym i środkowym Sudanie. 

## Historia i piśmiennictwo
W starożytności prawdopodobnie jednolity język nubijski stanowił narzędzie komunikacji rozwiniętej cywilizacji królestwa Nubii i wywarł znaczny wpływ na język staroegipski. 
Bezpośrednio poświadczony jest jednak dopiero w jednej z późniejszych odmian (kilkanaście wieków po rozpadzie) jako język staronubijski, znany ze średniowiecznych tekstów chrześcijańskich. Zapisywany był uncjalną odmianą pisma greckiego z kilkoma znakami zapożyczonymi z pisma koptyjskiego i kilkoma właściwymi sobie (zob. pismo staronubijskie).
Dziś języki nubijskie (w tym kilka wywodzących się bezpośrednio ze staronubijskiego) są wciąż używane, obok języka arabskiego, na rozległych terenach Egiptu i Sudanu. Ukazało się w nich kilka publikacji. Różni autorzy stosują pismo arabskie, alfabet łaciński lub średniowieczne pismo staronubijskie. 

## Morfologia
Języki nubijskie należą do języków aglutynacyjnych – poszczególne formy gramatyczne, a także derywaty tworzone są poprzez doklejanie prefiksów i sufiksów do teoretycznie niezmiennego rdzenia. Języki nubijskie wykazują przy tym silną skłonność do harmonii samogłosek i spółgłosek, co znajduje odzwierciedlenie w licznych asymilacjach, mogących niemal całkowicie zmienić postać rdzenia. 